# Loden

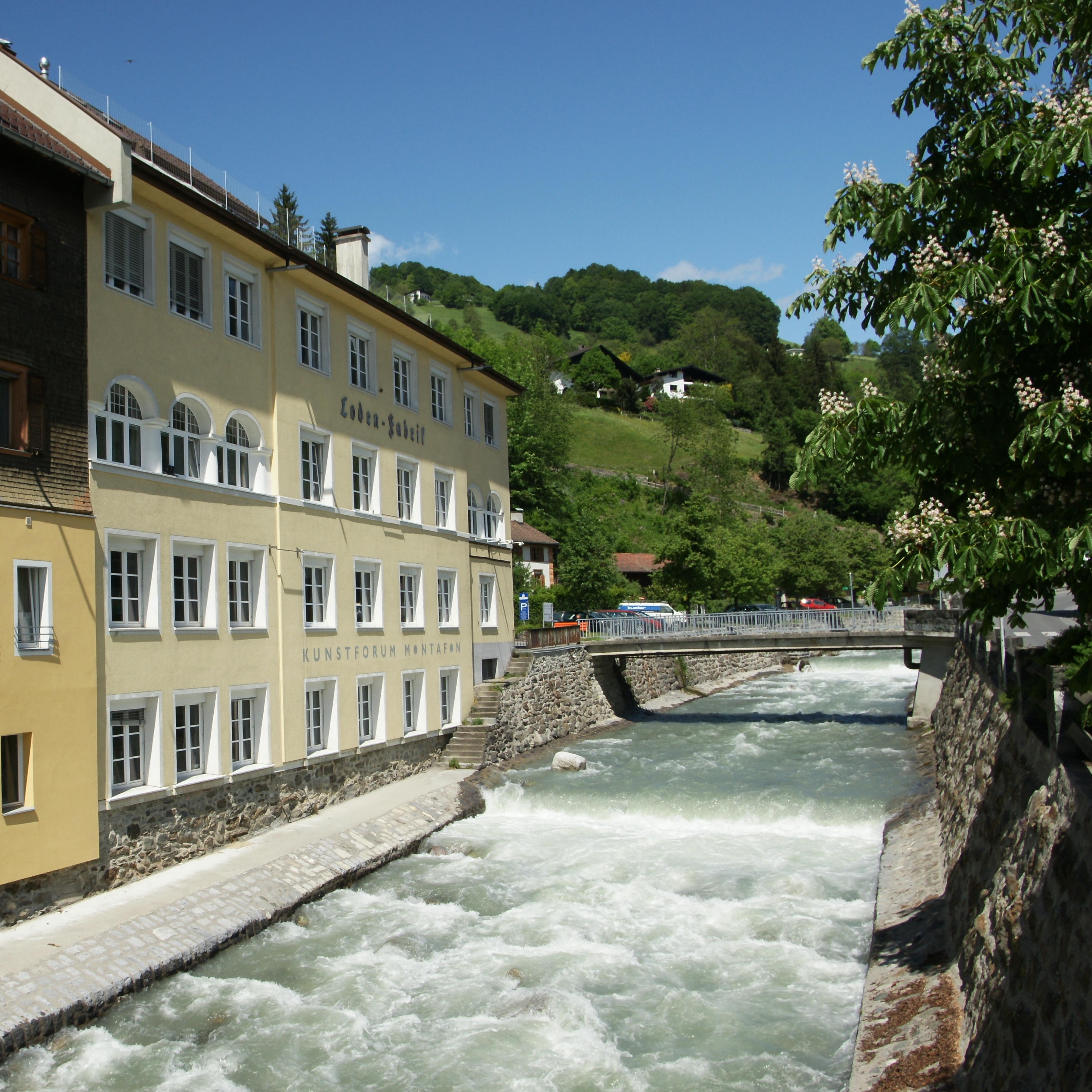
Una fabbrica di Loden a Schruns (Austria)

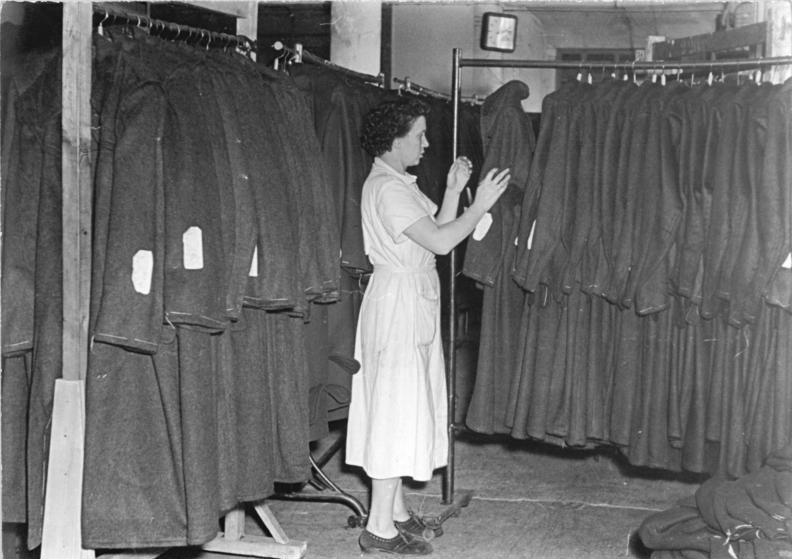
Esempio di cappotti di Loden

Il Loden è un tessuto di lana tipico del Tirolo. La parola "loden" può essere fatta derivare da lodo, che in un arcaico tedesco si traduceva in "balla di lana", oppure ancora può essere tradotto in "tessuto grezzo".
Tessuto di aspetto caldo e morbido, il loden è molto resistente e duraturo. Esso viene follato (infeltrito) e molto garzato. La prima operazione rende il tessuto impermeabile, mentre la seconda serve a ottenere un lato peloso. Per queste sue caratteristiche il loden è un panno. Il loden è utilizzato per confezionare cappotti, mantelli, gonne e pantaloni.

## Storia
Fin dal medioevo il panno di Loden era prodotto dai contadini delle Dolomiti e del Tirolo che filavano e tessevano nei loro masi. Il colore era grigiastro come la lana grezza delle loro pecore (pecora tirolese). Si può ricondurre l'origine del Loden all'XI secolo, quando si hanno già tracce del suo utilizzo.
Esso divenne un tessuto di moda quando la fabbrica di Loden Moessmer (che produce nel suo stabilimento di Brunico sin dal 1894) confezionò un mantello bianco per l'imperatore Francesco Giuseppe I d'Austria. In questo modo il loden, da panno di contadini, divenne tessuto per abiti da caccia e montagna per la nobiltà austro-ungarica, anche grazie all'aggiunta di lana merinos.
Da grigio il suo colore divenne bianco, rosso, nero e da ultimo verde foresta (una sfumatura scura e poco brillante), quello più diffuso attualmente. Nel 2010 è stato creato il primo Loden ignifugo (resistente alle fiamme) da parte del lanificio Moessmer.

## Procedimento
Dalla tosatura di pecore selezionate viene utilizzata solamente la lana più delicata. Dopo la cardatura e la filatura la lana viene tessuta. Si ottiene così una stoffa grezza che viene follata (compressa e battuta) da macchinari (gualchiera) fino all'infeltrimento. In questo modo si ha un panno resistente. Le successive fasi di finissaggio sono: tintura, garzatura, rasatura e pettinatura.
Questi trattamenti indirizzano e appiattiscono le fibre del pelo in un'unica direzione, il che convoglia e fa scivolare le gocce d'acqua che possono cadere sul panno, aumentando l'impermeabilità di quest'ultimo. Per conferire al tessuto la sua particolare lucentezza, il Loden viene lavorato in speciali essiccatoi. Durante il taglio della pezza, nelle confezioni di sartoria, bisogna tenere conto dell'orientamento del pelo, che deve andare verso il basso.
Col termine Loden viene anche indicato il tipo di cappotto realizzato con questo panno.

## Museo del loden
A Vandoies si trova un piccolo museo sul Loden, dove il visitatore ha la possibilità di seguire l'intero procedimento di lavorazione del panno, dalla tosatura fino alla produzione dei vestiti.

## Principali aziende produttrici
In Italia tra le maggiori aziende produttrici si possono citare Oberrauch Zitt e Moessmer.